# Diecezja San Juan Bautista de Calama
Diecezja San Juan Bautista de Calama (łac. Dioecesis Sancti Ioannis Baptistae de Calama) – diecezja Kościoła rzymskokatolickiego w Chile. Należy do metropolii Antofagasta. Została erygowana 20 lutego 2000 roku na miejsce istniejącej od 1965 roku prałatury terytorialnej.

## Ordynariusze

### Prałaci Calama
- Francisco de Borja Valenzuela Ríos (1965 – 1968)
- Orozimbo Fuenzalida y Fuenzalida (1968 – 1970)
- Francisco de Borja Valenzuela Ríos (1970 – 1970)
- Juan Luis Ysern de Arce (1972 – 1974)
- Carlos Oviedo Cavada O.de M. (1974 – 1976)
- Juan Bautista Herrada Armijo O.de M. (1982 – 1991)
- Cristián Contreras Molina O.de M. (1992 – 2002)
- Guillermo Patricio Vera Soto (2003 – 2010)

### Biskupi San Juan Bautista de Calama
- Guillermo Patricio Vera Soto (2010 - 2014)
- Óscar Blanco Martínez (2016 - 2022)
- Tomás Abel Carrasco Cortés (od 2023)